# Teresa Donoso Loero
Teresa Donoso Loero fue una periodista chilena, ganadora del premio Lenka Franulic en 1978. 

## Carrera
En 1960, viajó a Madrid gracias a una beca otorgada por el Círculo Isabel la Católica del Instituto de Cultura Hispánica para realizar prácticas de perfeccionamiento en enfermería. Durante su estancia, también cursó estudios de literatura española en la Facultad de Filosofía y Letras de la Universidad de Madrid.
Al año siguiente, en 1961, obtuvo una beca del Instituto Chileno-Francés de Cultura que le permitió trasladarse a París, donde realizó un curso de literatura francesa contemporánea en la Sorbona.
Durante el período en que vivió en Lima, Perú, junto a su madre, Graciela Loero, trabajó activamente como periodista en La Prensa de Lima y de revista dominical 7 días del Perú y del Mundo.[1] 
Posteriormente, en 1966, incursionó en la televisión a través de Canal 13, donde, durante tres años, condujo y dirigió el programa Educación Rural. En este espacio, entrevistaba a mujeres campesinas y a representantes de sectores populares, visibilizando sus realidades y problemáticas.
Más tarde, en 1967, ingresó a El Mercurio donde lideró la Central de Documentación, encargándose de clasificar artículos y elaborar documentos. Con el tiempo, comenzó a reportear y, finalmente, se dedicó exclusivamente a la redacción.
De acuerdo a la recopilación del libro Revolucionarias, Donoso fue militante del partido Demócrata Cristiano antes del Golpe de Estado de 1973 y parte del equipo de redacción del diario El Mercurio durante el gobierno de Salvador Allende. 
Fue la presidenta de la Asociación de Mujeres Periodistas en 1973, y ese año ganó el premio Helena Rubenstein por el reportaje del año.

## Obras
- La pasión intemporal, 1963.[4]
- La epopeya de las ollas vacías, 1974.[3]
- Historia de los cristianos por el socialismo, 1975
- Breve Historia de la Unidad Popular
- Dime con quien andas, libro de refranes, 2000